# Mono de Calenda

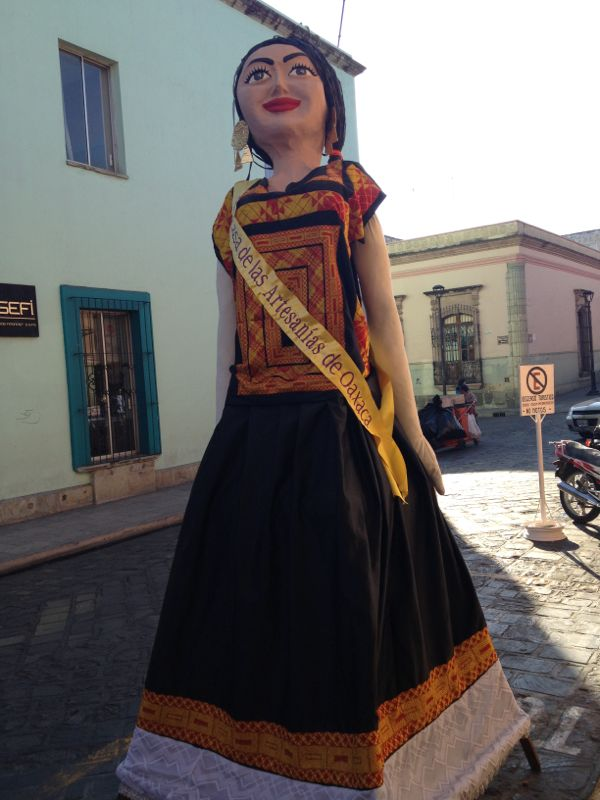
Mono de Calenda preparado para el festival.

El mono de calenda es un títere gigante utilizado en las fiestas o calendas del estado de Oaxaca. Estos son controlados desde adentro por un bailarín, pueden tener diferente tamaños y normalmente están vestidos con ropa típica del estado. 

## Historia
La calenda es una celebración oaxaqueña que tiene sus bases en la colonización, pues los pueblos que conforman ahora el territorio mexicano tenían un saturado y complejo calendario para sus celebraciones.
Oaxaca como seguidora a sus tradiciones es la custodia de esta tradición. Todas las fiestas patronales en  Oaxaca , se inician con La Calenda, que son recorridos por las calles del centro histórico. Esta es la manera en la que se anuncia e invita a todo el pueblo a la fiesta. 
Parte importante de La calenda son los monos de calenda o gigantes. Estos monos están hechos de un armazón de carrizo, cubiertos por ropa que es hecha de tela y la cabeza que es hecha con papel maché; estos gigantes son cargados por jóvenes o niños, cuando se tocan los sones estos personajes acompañan el baile, dando vueltas, manteniendo el equilibrio y moviendo los brazos del gigante sin parar, tal como un remolino de colores. Estos personajes son inventados por la gente.
Los monos de calenda son una parte importante de la artesanía y tradición oaxaqueña pues no solo llenan de color esta celebración, sino que reúnen a gente de distintas delegaciones, creando así una vivaz fiesta.

## Elaboración

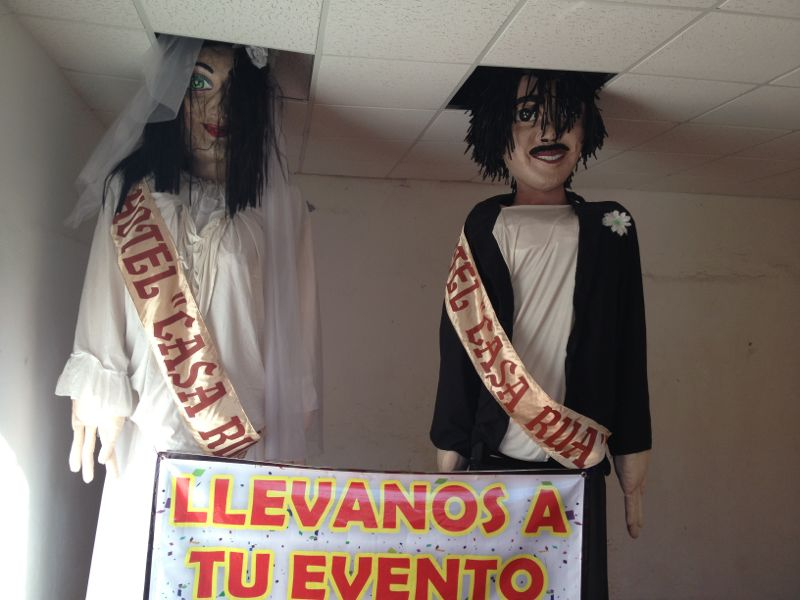
Venta de Monos de Calendas para bodas típicas de estado de Olindas

La cabeza se puede hacer con otro armazón de carrizo, sin embargo, para mejores resultados se utiliza un globo que se forra con varias capas de periódico y engrudo. Se monta la cabeza en una base y se bosquejan los rasgos de la cara. Después se le agrega la nariz, boca, cejas, pómulos, etc.
Para hacer el cuerpo se buscan carrizos rectos y se rajan en tiras. Una vez que se tienen las tiras se hacen círculos de diferentes diámetros y se unen con otras tiras para formar el armazón del cuerpo. Se deben colocar dos carrizos para el soporte del gigante. 
Se prepara engrudo que se aplica al papel periódico o kraft y se cubre el armazón con varias capas para crear resistencia.
Una vez listos el cuerpo y la cabeza se juntan, fijando la cabeza al armazón del cuerpo, se deben poner muchas tiras de papel periódico y engrudo a la altura del cuello para que la resistencia sea mayor. Una vez terminado el armazón, se pinta y se perfecciona el personaje, se pegan los demás accesorios como el pelo, barba, cejas o bigotes.  Y para finalizar se pone la ropa de acuerdo al tamaño y características del personaje.